# 戶調制
戶調制是中國東漢末期至南北朝實行的賦稅制度，屬於人頭稅，上承兩漢時期的算賦，下接北朝、隋的租調制。200年，曹操在兗、豫兩州徵收户調，徵收物為綿、絹，204年正式頒佈户調令，推行至曹操控制範圍，定為每戶納綿2斤、絹2匹。西晉統一後推行至全國，定戶主為男子者每戶納綿3斤、絹3匹，戶主為女子、次丁男者減半，邊民、收入不佳者亦減免。
戶調制在北朝485年北魏孝文帝改革後廢止，改為租調制，南朝則一直延續到589年陳朝滅亡。戶調制的出現代表政府因戰亂已無法實際控制單一人民，因此改以較方便統計、管理的「戶」為賦稅徵集單位。